# Opee Sea Killer
De Opee Sea Killer is een fictief zeedier dat leeft op de planeet Naboo in de Star Warsfilmserie.

## Uiterlijk
De Opee Sea Killer wordt ongeveer 20 meter lang en kent eigenschappen van verschillende dieren, waaronder kreeftachtigen. De bek is gepantserd en lijkt op die van een vis. Het achterlijf en de poten lijken echter op die van een kreeft.
De bek kan heel ver worden geopend en zit vol met rijen scherpe tanden. De tong van de Opee kan razendsnel uit de bek schieten om zo zijn prooi te vangen. De tong is drie keer zo lang als het lichaam van de Opee. Op de kop zitten twee grote antennes. De Opee heeft twee ogen op de zijkant van de kop. De Opee verplaatst zich met twee vinnen vlak onder de kop. 

## In de films
De Opee Sea Killer komt alleen voor in Star Wars Episode I: The Phantom Menace.
Wanneer Qui-Gon Jinn, Obi-Wan Kenobi en Jar Jar Binks onder water naar Theed reizen valt een Opee Sea Killer hen aan. Gelukkig komt er een Sando Aqua Monster en bijt de Opee Sea Killer in tweeën.